# Auwause
Auwause, jedna od ranih bandi Chippewa Indijanaca koji se spominju na području južne Kanade u vezi ratova između Ojibwa i njihovih saveznika protiv Siouxa, čime je započeo tridesetgodišnji rat. Skupina od 60 ratnika locirana je 1736. na ušću rijeke Kaministiquia u Ontariju.